# Unión Deportiva Las Zocas
La Unión Deportiva Las Zocas es un club de fútbol del barrio de Las Zocas, en el municipio de San Miguel de Abona (Santa Cruz de Tenerife, España). Actualmente compite en la categoría Preferente de Tenerife, aunque estuvo 19 temporadas seguidas en Tercera División.

## Historia
La Unión Deportiva Las Zocas se funda en 1986 en el pequeño barrio del mismo nombre situado en el municipio de San Miguel de Abona. El conjunto rojillo fue ascendiendo cada cinco años hasta llegar a Preferente. En este nivel se mantuvo cuatro temporadas hasta que en la 1999/00 un segundo puesto en la clasificación le permitiría disputar la promoción de ascenso frente al subcampeón del grupo de Las Palmas. Consiguió subir a Tercera División al superar el doble enfrentamiento frente al conjunto teldense CF Unión Marina por un global de 6-1, alcanzando así categoría nacional. Desde entonces ha logrado permanecer en la categoría, todo un récord para un equipo humilde de un pequeño barrio de menos de mil habitantes. En 2006 conquistó la Copa Heliodoro Rodríguez López, tras imponerse en la final a la Sociedad Deportiva Tenisca. En la temporada 2007/08 ganó la fase autonómica de la Copa Federación, quedando eliminado en la primera eliminatoria de la fase nacional al perder, por un global de 5-2, ante el Club Deportivo Ferriolense. Venció en casa por 2-0 pero cayó 5-0 en Palma de Mallorca, en lo que fue el primer y único encuentro oficial que el club ha disputado fuera de Canarias. El equipo vive de su cantera de la que han salido jugadores como Cristo Marrero. Este, tras su paso por el Club Deportivo Tenerife y el Universidad de Las Palmas, regresó al club donde se formó en la temporada 2011/12 para colgar las botas al final de la misma.
Desde el 13 de agosto de 1988 el club organiza anualmente un torneo de verano denominado "Memorial Juanito Marrero" en recuerdo del que fuera jugador de la entidad. Juan Tomás ‘Juanito’ Marrero Henríquez, zoquero de nacimiento y hermano de Cristo Marrero, falleció el 7 de agosto de 1987. Un día antes había despertado del estado de coma en el que se encontraba después de haber sufrido un golpe, hacía más de tres meses, en un encuentro disputado en La Palma con el Atlético Granadilla, club al que pertenecía en ese momento.

## Rivalidades

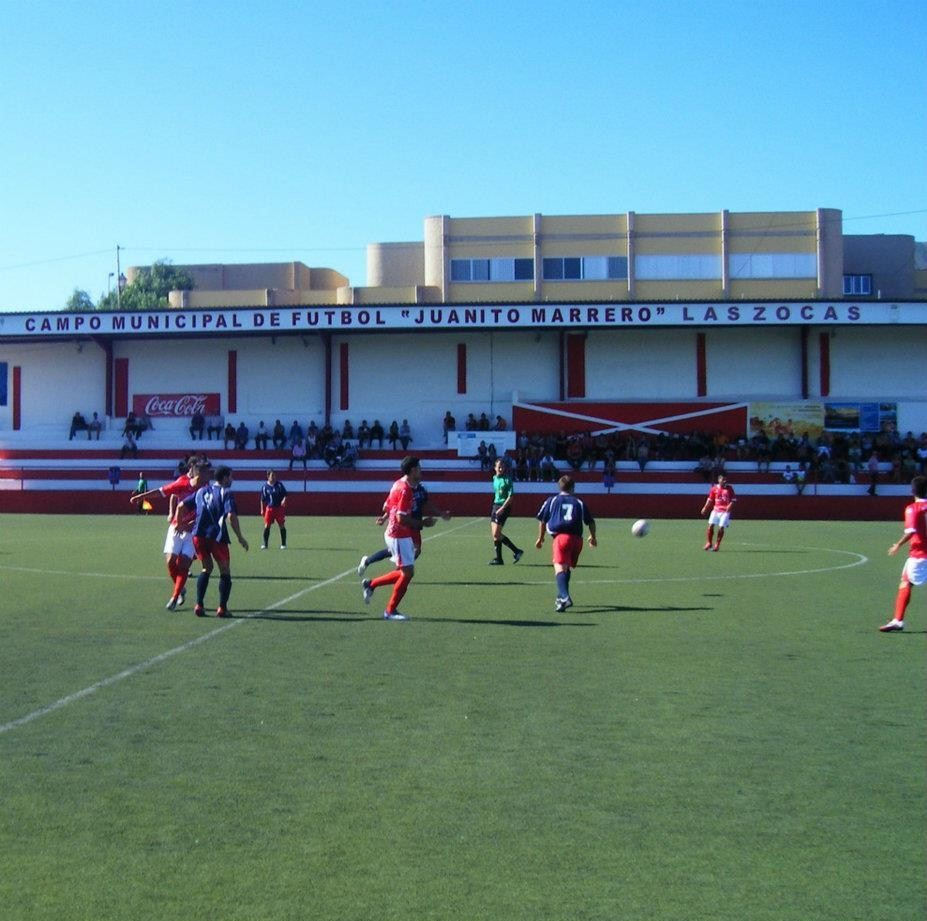
Momento del encuentro que enfrentó, en el Juanito Marrero, a la UD Las Zocas y a la UD San Andrés y Sauces. El partido, correspondiente a la decimoquinta jornada de la temporada 2011/12, finalizó con empate a dos goles.

El máximo rival de Las Zocas es el Club Deportivo Arcángel San Miguel, club del mismo municipio que actualmente milita en la Primera Interinsular. Entre finales de los noventa y principios de siglo ambos clubs disputaron ocho derbis en Preferente y dos en Tercera División en la temporada 2003/04, histórica campaña en la que San Miguel de Abona logró tener dos representantes en categoría nacional.
También tiene rivalidad con otro conjuntos del sur de la isla como son el Atlético Granadilla, el Club Deportivo San Isidro, el Club Deportivo Marino, la Unión Deportiva Ibarra o el Club Deportivo Charco del Pino.

## Estadio
Juega sus partidos de local en el campo municipal de fútbol Juanito Marrero, recinto con capacidad para unos 3000 espectadores y terreno de juego de césped artificial. Inaugurado el 20 de junio de 1986, lleva este nombre desde 1988 en honor al jugador que militó varias temporadas en el equipo.

## Uniforme
- Local: camiseta roja, pantalón blanco y medias rojas.
- Alternativo: camiseta negra, pantalón blanco y medias negras.

## Jugadores
Giovanny Romero

## Temporadas
| Temporada | División     | Posición | Copa del Rey |
| --------- | ------------ | -------- | ------------ |
| 1986/87   | 2.ª Regional | 10.º     |              |
| 1987/88   | 2.ª Regional | 12.º     |              |
| 1988/89   | 2.ª Regional | 5.º      |              |
| 1989/90   | 2.ª Regional | 5.º      |              |
| 1990/91   | 2.ª Regional | 1.º      |              |
| 1991/92   | 1.ª Regional | 11.º     |              |
| 1992/93   | 1.ª Regional | 7.º      |              |
| 1993/94   | 1.ª Regional | 5.º      |              |
| 1994/95   | 1.ª Regional | 11.º     |              |
| 1995/96   | 1.ª Regional | 2.º      |              |
| 1996/97   | Preferente   | 3.º      |              |
| 1997/98   | Preferente   | 3.º      |              |
| 1998/99   | Preferente   | 3.º      |              |
| 1999/00   | Preferente   | 2.º      |              |
| 2000/01   | 3.ª División | 14.º     |              |
| 2001/02   | 3.ª División | 8.º      |              |
| 2002/03   | 3.ª División | 13.º     |              |
| 2003/04   | 3.ª División | 7.º      |              |
| 2004/05   | 3.ª División | 6.º      |              |
| 2005/06   | 3.ª División | 14.º     |              |
| 2006/07   | 3.ª División | 8.º      |              |
| 2007/08   | 3.ª División | 5.º      |              |
| 2008/09   | 3.ª División | 15.º     |              |

| Temporada | División       | Posición | Copa del Rey |
| --------- | -------------- | -------- | ------------ |
| 2009/10   | 3.ª División   | 16.º     |              |
| 2010/11   | 3.ª División   | 16.º     |              |
| 2011/12   | 3.ª División   | 16.º     |              |
| 2012/13   | 3.ª División   | 9.º      |              |
| 2013/14   | 3.ª División   | 12.º     |              |
| 2014/15   | 3.ª División   | 16.º     |              |
| 2015/16   | 3.ª División   | 6.º      |              |
| 2016/17   | 3.ª División   | 13.º     |              |
| 2017/18   | 3.ª División   | 9.º      |              |
| 2018/19   | 3.ª División   | 20.º     |              |
| 2019/20   | Preferente     | 3.º      |              |
| 2020/21   | Preferente     | 1º       |              |
| 2021/22   | 3.ª Federación | 17.º     |              |
| 2022/23   | Preferente     | 9.º      |              |
| 2023/24   | Preferente     | 6.º      |              |

### Datos del club
- Temporadas en Tercera División: 20
- Temporadas en Preferente: 8
- Temporadas en Primera Regional: 5
- Temporadas en Segunda Regional: 5

## Palmarés

### Trofeos Regionales
- Copa R.F.E.F. (Fase Autonómica de Canarias) (1): 2007-08
- Preferente de Tenerife (1): 2020-21
- Copa Heliodoro Rodríguez López (1): 2005-06[14]